# Paluba

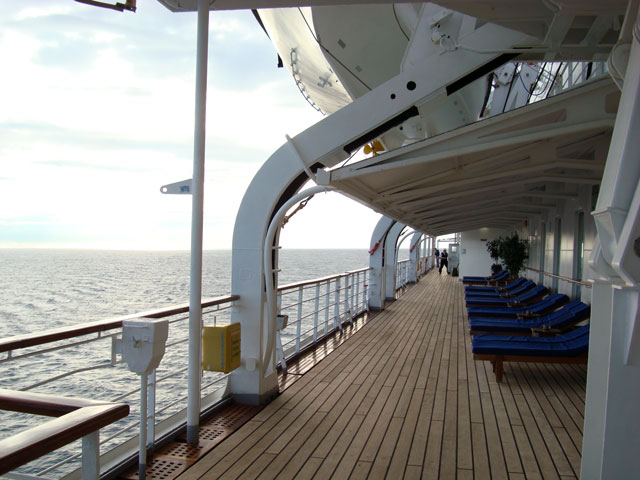
Paluba lodi Sky Wonder

Paluba je původně střecha, později svrchní kryt lodního trupu, který trup uzavírá jako skořepinovou konstrukci a podstatně se podílí na jeho pevnosti. Paluba může být vnitřní nebo vnější, přičemž vnější (horní) paluba zpravidla zabezpečuje vodotěsnou integritu lodního trupu.

## Popis
Menší lodě a čluny mají jednu hlavní (svrchní) palubu a podpalubí. U velkých lodí se palubou rozumí každý (i vnitřní, krytý) horizontální předěl na lodi. Vnitřní paluby rozdělují prostor lodi horizontálně na menší části (můžeme si je představit jako poschodí budovy). Velké lodě mají více než jednu vnitřní palubu v lodním trupu a zejména osobní lodě mají více než jednu palubu v nástavbách nad hlavní palubou. Tam bývají kajuty cestujících včetně kluboven, jídelen atd., často rozdělené podle tříd. Pod hlavní palubou v trupu lodi jsou pracovní prostory a ubytovny pro posádku, popř. kajuty a pobytové prostory pro cestující v nejlacinější třídě, dále sklady, prostory pro náklad, palivo a zásoby, strojovny atd.
Paluba bývala tradičně dřevěná, na moderních plavidlech bývá kovová nebo z vodotěsných materiálů, často krytá dřevem. Vnější (svrchní) paluby, vystavené vlivům počasí (angl. weather-deck), mají být vodotěsné, jejich vodotěsnost však může být narušena různými otvory, potrubními soustavami apod.

## Druhy palub
Paluby se rozdělují podle hlavního účelu na:
- Hlavní paluba je nejdůležitější vnější, často vodotěsná paluba, v části pod nadstavbou může pokračovat i jako vnitřní. Na hlavní palubě jsou umístěna různá technická zařízení, jeřáby, záchranné čluny, u válečných lodí velké zbraně. Hlavní paluby těchto lodí tvoří silný ocelový pancíř, který loď chrání před dálkovou palbou i napadením ze vzduchu. Velitelská nástavba ("ostrov") letadlových lodí bývá umístěna stranou, aby se délka letové paluby dala využít současně jako (kratší) startovní a (vyosená) přistávací dráha.
- Mezipaluba zpravidla rozděluje lodní trup od hlavní paluby směrem dolů na dvě nebo více částí.
- Paluba druhého dna vytváří s dnovou částí obšívky prostor druhého dna, který se skoro výlučně využívá jako nádrže, případně i na vodní balast.
- Paluby nástaveb dělí nástavbu lodě na jednotlivá poschodí, u osobních a výletních lodí určená jako prostory pro cestující. Nákladní lodi, tankery i válečné lodi mají nástavby pouze na části paluby a užívají je jako velitelský můstek, prostory pro navigaci a komunikaci, pracoviště kormidelníků atd.
- Podpalubí je prostor v krytém trupu lodi pod palubou. Může sahat od přídě až po záď, ale může být také kratší. Slouží k dopravě nákladu, k pobytu posádky, jako sklad a strojovna a u větších válečných lodí v něm bývala děla. V 19. a 20. století se místa v podpalubí prodávala jako nejlevnější doprava osob, typicky emigrantů do USA. Jak objem trupu postupně rostl a ponor se prohluboval, přibývalo v něm „pater“ a pojem se přestal u větších lodí používat. Místo toho se paluby číslují (obvykle nad a pod hlavní palubou), případně se mluví o patrech.

Kromě toho existuje množství speciálních uspořádání, jak to odpovídá i rozmanitému určení lodí.

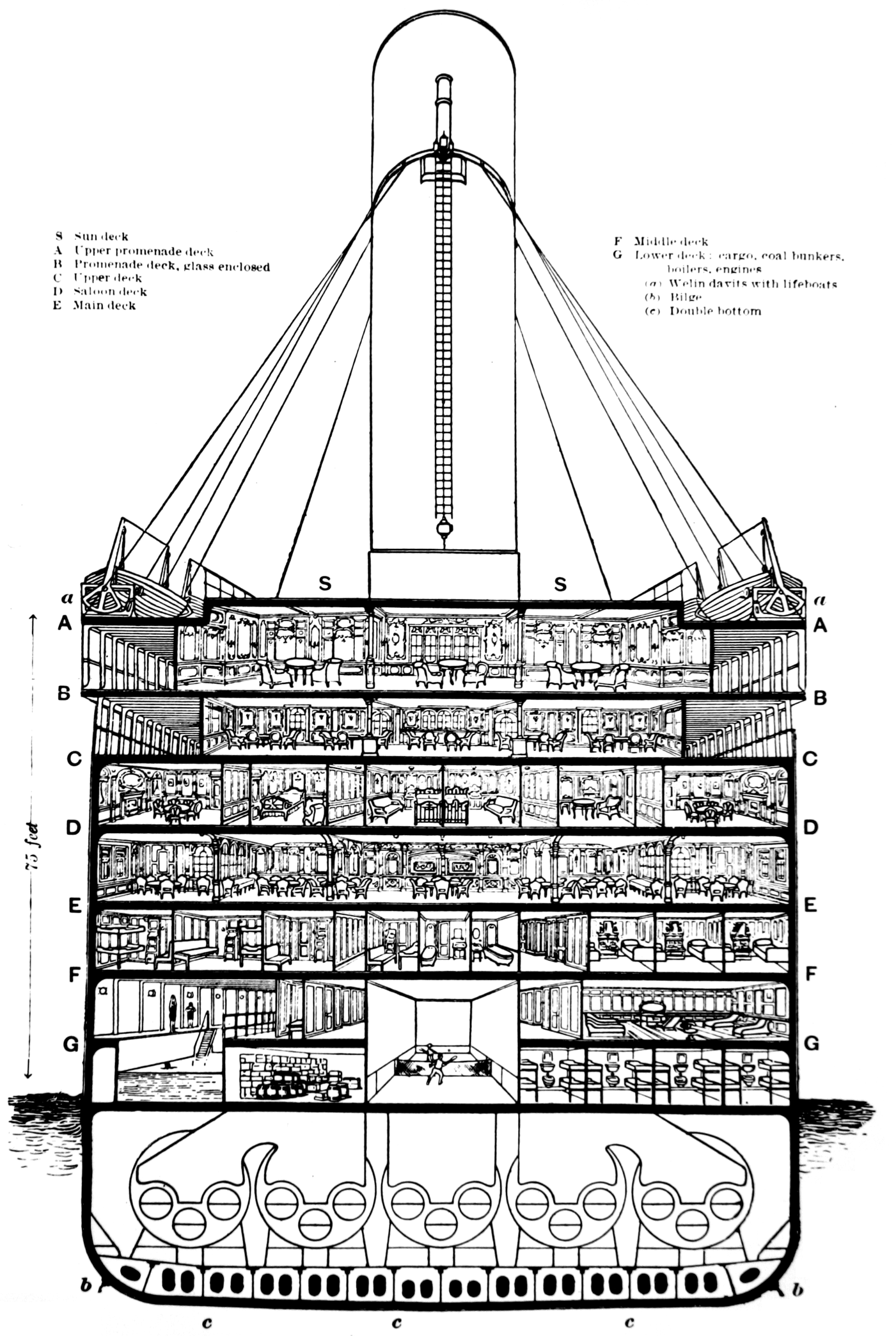
Průřez palubami lodě Titanic
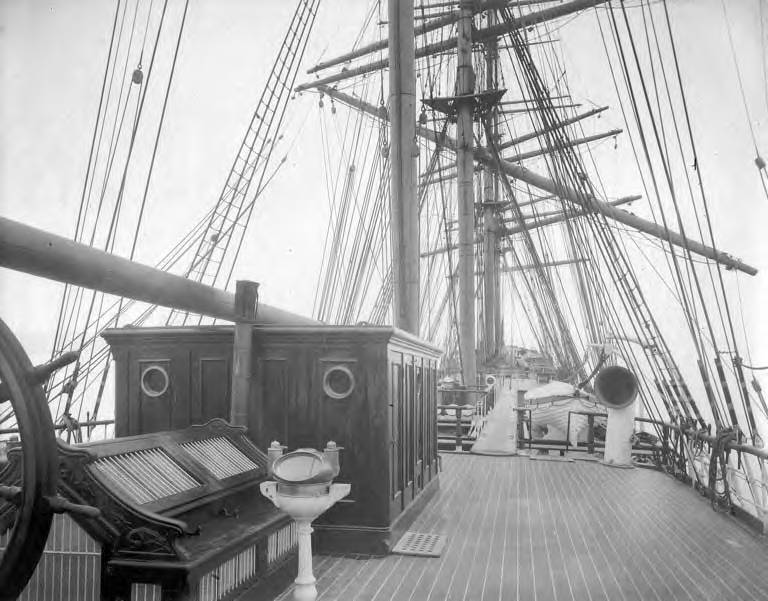
Hlavní paluba čtyřstěžníku Forteviot, kolem 1900
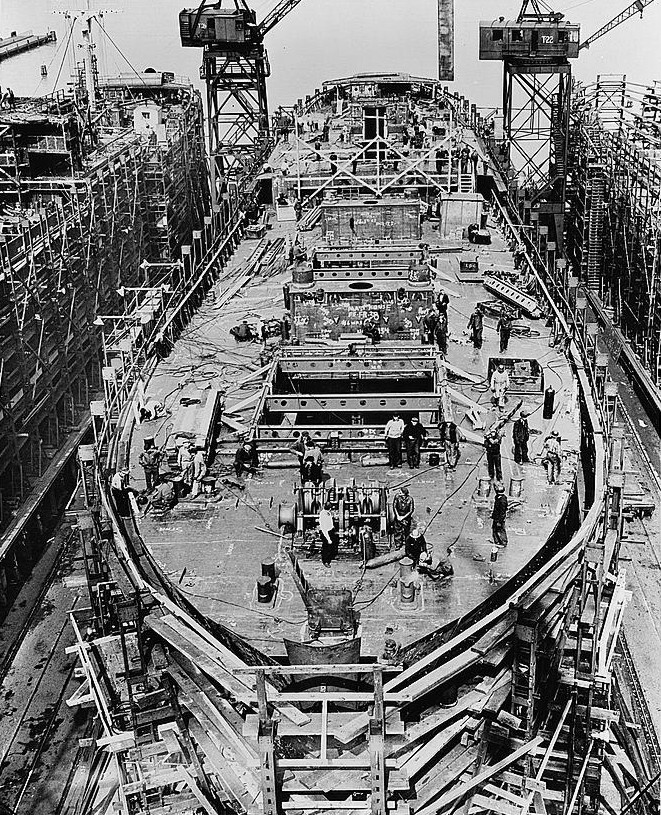
Hlavní paluba  lodi Liberty Ship
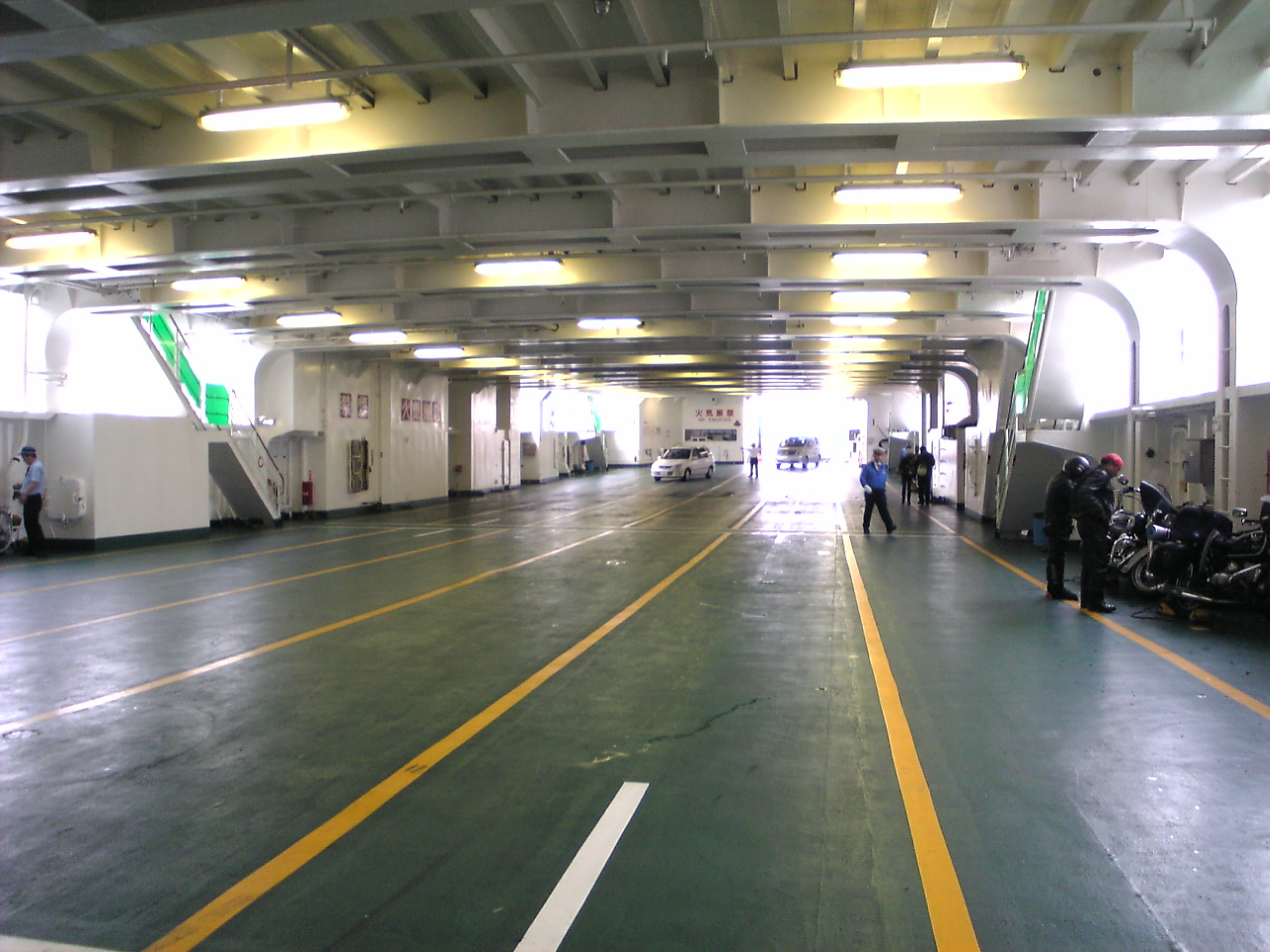
Autopaluba japonského trajektu
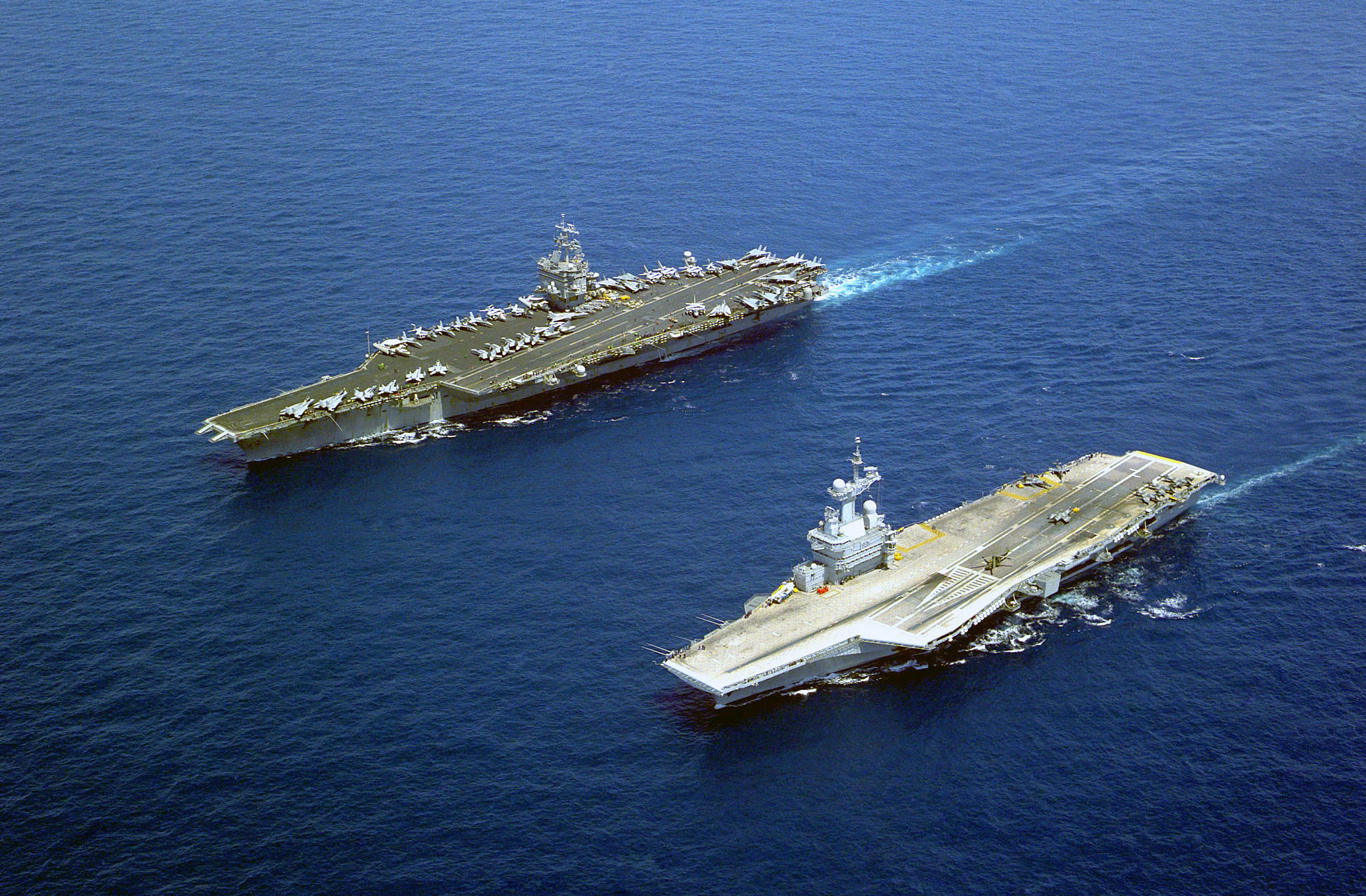
Letadlové lodě USS Enterprise a FS Charles de Gaulle